# FC Hustopeče
FC Hustopeče (celým názvem: Football Club Hustopeče) je český fotbalový klub, který sídlí v Hustopečích na Břeclavsku v Jihomoravském kraji. Založen byl roku 1922. Od sezony 2013/14 hraje Okresní přebor Břeclavska (8. nejvyšší soutěž). Od nové sezóny 2025/2026 postoupil do 7.ligy Jihomoravského kraje. 
Klub se zaměřuje primárně na práci s mládeží, v které je v poslední době úspěšný. Všechny kategorie hrají krajské soutěže, navíc starší žáci postoupili v sezóně 2023/2024 do krajské ligy žáků (3.nejvyšší soutěž) a dorost do 4 ligy (původní krajský přebor). 
Klub své domácí zápasy odehrává na stadionu v Hustopečích, rozměry travnaté hrací plochy jsou 104×60 metrů. Areál pojme 2 000 diváků, z čehož je 500 míst k sezení.

## Historické názvy
Zdroj: 
- 1922 – ČSK Hustopeče (Český sportovní klub Hustopeče)
- 1926 – SSK Hustopeče (Společenský a sportovní klub Hustopeče)
- 1939 – přerušil činnost
- 1945 – obnovil činnost
- 1948 – JTO Sokol Hustopeče (Jednotná tělovýchovná organisace Sokol Hustopeče)
- 1953 – DSO Slavoj Hustopeče (Dobrovolná sportovní organisace Slavoj Hustopeče)
- 1957 – TJ Slavoj Hustopeče (Tělovýchovná jednota Slavoj Hustopeče)
- 1962 – TJ Sokol Hustopeče (Tělovýchovná jednota Sokol Hustopeče)
- 1967 – TJ NHKG Hustopeče (Tělovýchovná jednota Nová huť Klementa Gottwalda Hustopeče)
- 1971 – TJ Mostárna Hustopeče (Tělovýchovná jednota Mostárna Hustopeče)
- 1995 – FC Rekos Hustopeče (Football Club Rekos Hustopeče)
- 2003 – FC Agrotec Hustopeče (Football Club Agrotec Hustopeče)
- 20?? – FC Hustopeče (Football Club Hustopeče)
- 2016 – FC Hustopeče, z. s. (Football Club Hustopeče, zapsaný spolek)

## Umístění v jednotlivých sezonách
Stručný přehled
Zdroj: 
- 1935–1936: III. třída BZMŽF – V. okrsek
- 1936–1937: II. třída BZMŽF – VI. okrsek
- 1946–1947: II. třída BZMŽF – V. okrsek, oddělení „A“
- 1949: I. B třída Brněnského kraje
- 1950: II. třída Brněnského kraje – IV. okrsek
- 1963–1965: I. B třída Jihomoravského kraje – sk. B
- 1965–1969: I. B třída Jihomoravské oblasti – sk. B
- 1969–1972: I. B třída Jihomoravské župy
- 1972–1974: I. B třída Jihomoravského kraje – sk. B
- 1974–1983: Okresní přebor Břeclavska
- 1983–1986: Jihomoravská krajská soutěž I. třídy – sk. B
- 1986–1987: I. B třída Jihomoravského kraje – sk. B
- 1987–1989: Okresní přebor Břeclavska
- 1989–1991: I. B třída Jihomoravského kraje – sk. B
- 1991–1997: I. A třída Jihomoravské župy – sk. A
- 1997–2001: Jihomoravský župní přebor
- 2001–2002: I. A třída Jihomoravské župy – sk. B
- 2002–2003: I. B třída Jihomoravského kraje – sk. B
- 2003–2010: Okresní přebor Břeclavska
- 2010–2013: I. B třída Jihomoravského kraje – sk. C
- 2013–2025: Okresní přebor Břeclavska
- 2025–: I. B třída Jihomoravského kraje – sk. C

Jednotlivé ročníky
Zdroj: 
Legenda: Z – zápasy, V – výhry, R – remízy, P – porážky, VG – vstřelené góly, OG – obdržené góly, +/− – rozdíl skóre, B – body, červené podbarvení – sestup, zelené podbarvení – postup, fialové podbarvení – reorganizace, změna skupiny či soutěže
| Československo (1935 – 1939) |                                              |        |    |     |     |     |     |     |     |    |        |
| Sezóny                       | Liga                                         | Úroveň | Z  | V   | R   | P   | VG  | OG  | +/− | B  | Pozice |
| 1935/36                      | III. třída BZMŽF – V. okrsek                 | 6      | 16 | 14  | 0   | 2   | 84  | 17  | +67 | 28 | 1.     |
| 1936/37                      | II. třída BZMŽF – VI. okrsek                 | 5      | 12 | 7   | 1   | 4   | 47  | 40  | +7  | 15 | 2.     |
| ...                          |                                              |        |    |     |     |     |     |     |     |    |        |
| Československo (1945 – 1993) |                                              |        |    |     |     |     |     |     |     |    |        |
| Sezóny                       | Liga                                         | Úroveň | Z  | V   | R   | P   | VG  | OG  | +/− | B  | Pozice |
| ...                          |                                              |        |    |     |     |     |     |     |     |    |        |
| 1946/47                      | II. třída BZMŽF – V. okrsek, oddělení „A“    | 5      | 12 | 1   | 3   | 8   | 23  | 58  | −35 | 5  | 7.     |
| ...                          |                                              |        |    |     |     |     |     |     |     |    |        |
| 1949                         | I. B třída Brněnského kraje                  | 4      | 26 | 6   | 2   | 18  | 58  | 137 | −79 | 14 | 13.    |
| 1950                         | II. třída Brněnského kraje – IV. okrsek      | 4      | 22 | 5   | 1   | 16  | 41  | 83  | −42 | 11 | 12.    |
| ...                          |                                              |        |    |     |     |     |     |     |     |    |        |
| 1963/64                      | I. B třída Jihomoravského kraje – sk. B      | 5      | 22 | 9   | 3   | 10  | 55  | 54  | +1  | 21 | 6.     |
| 1964/65                      | I. B třída Jihomoravského kraje – sk. B      | 5      | 22 | 8   | 2   | 12  | 39  | 61  | −22 | 18 | 7.     |
| 1965/66                      | I. B třída Jihomoravské oblasti – sk. B      | 6      | 22 | 12  | 5   | 5   | 40  | 33  | +7  | 29 | 2.     |
| 1966/67                      | I. B třída Jihomoravské oblasti – sk. B      | 6      | 22 | 7   | 4   | 11  | 40  | 48  | −8  | 18 | 11.    |
| 1967/68                      | I. B třída Jihomoravské oblasti – sk. B      | 6      | 26 | 11  | 8   | 7   | 50  | 43  | +7  | 30 | 7.     |
| 1968/69                      | I. B třída Jihomoravské oblasti – sk. B      | 6      | 26 | 14  | 3   | 9   | 54  | 45  | +9  | 31 | 5.     |
| 1969/70                      | I. B třída Jihomoravské župy                 | 7      | 26 | 10  | 5   | 11  | 47  | 38  | +9  | 25 | 6.     |
| 1970/71                      | I. B třída Jihomoravské župy                 | 7      | 26 | 9   | 6   | 11  | 41  | 37  | +4  | 24 | 9.     |
| 1971/72                      | I. B třída Jihomoravské župy                 | 7      | 26 | 10  | 8   | 8   | 44  | 43  | +1  | 28 | 5.     |
| 1972/73                      | I. B třída Jihomoravského kraje – sk. B      | 7      | 26 | 8   | 9   | 9   | 38  | 41  | −3  | 25 | 7.     |
| 1973/74                      | I. B třída Jihomoravského kraje – sk. B      | 7      | 26 | 8   | 3   | 15  | 32  | 51  | −19 | 19 | 13.    |
| 1974/75                      | Okresní přebor Břeclavska                    | 8      | 26 | ... | ... | ... | ... | ... | ... |    |        |
| 1975/76                      | Okresní přebor Břeclavska                    | 8      | 26 | 15  | 6   | 5   | 47  | 27  | +20 | 51 | 2.     |
| 1976/77                      | Okresní přebor Břeclavska                    | 8      | 26 | 12  | 5   | 9   | 41  | 37  | +4  | 29 | 6.     |
| 1977/78                      | Okresní přebor Břeclavska                    | 8      | 26 | 12  | 3   | 11  | 44  | 34  | +10 | 27 | 5.     |
| 1978/79                      | Okresní přebor Břeclavska                    | 8      | 26 | ... | ... | ... | ... | ... | ... |    |        |
| 1979/80                      | Okresní přebor Břeclavska                    | 8      | 30 | 11  | 9   | 10  | 34  | 34  | 0   | 31 | 5.     |
| 1980/81                      | Okresní přebor Břeclavska                    | 8      | 30 | 10  | 13  | 7   | 42  | 34  | +8  | 33 | 8.     |
| 1981/82                      | Okresní přebor Břeclavska                    | 8      | 30 | 12  | 8   | 10  | 44  | 42  | +2  | 32 | 7.     |
| 1982/83                      | Okresní přebor Břeclavska                    | 8      | 30 | 19  | 7   | 4   | 65  | 20  | +45 | 45 | 1.     |
| 1983/84                      | Jihomoravská krajská soutěž I. třídy – sk. B | 6      | 26 | ... | ... | ... | ... | ... | ... |    |        |
| 1984/85                      | Jihomoravská krajská soutěž I. třídy – sk. B | 6      | 26 | 9   | 11  | 6   | 40  | 39  | +1  | 29 | 4.     |
| 1985/86                      | Jihomoravská krajská soutěž I. třídy – sk. B | 6      | 26 | 11  | 6   | 9   | 39  | 41  | −2  | 28 | 7.     |
| 1986/87                      | I. B třída Jihomoravského kraje – sk. B      | 7      | 26 | ... | ... | ... | ... | ... | ... |    |        |
| 1987/88                      | Okresní přebor Břeclavska                    | 8      | 26 | 17  | 4   | 5   | 64  | 29  | +35 | 38 | 2.     |
| 1988/89                      | Okresní přebor Břeclavska                    | 8      | 26 | 21  | 1   | 4   | 73  | 28  | +45 | 43 | 1.     |
| 1989/90                      | I. B třída Jihomoravského kraje – sk. B      | 7      | 26 | ... | ... | ... | ... | ... | ... |    |        |
| 1990/91                      | I. B třída Jihomoravského kraje – sk. B      | 7      | 26 | 10  | 6   | 10  | 57  | 51  | +6  | 26 | 8.     |
| 1991/92                      | I. A třída Jihomoravské župy – sk. A         | 6      | 26 | 10  | 7   | 9   | 38  | 35  | +3  | 27 | 6.     |
| 1992/93                      | I. A třída Jihomoravské župy – sk. A         | 6      | 26 | 9   | 8   | 9   | 29  | 29  | 0   | 26 | 6.     |
| Česko (1993 – )              |                                              |        |    |     |     |     |     |     |     |    |        |
| Sezóny                       | Liga                                         | Úroveň | Z  | V   | R   | P   | VG  | OG  | +/− | B  | Pozice |
| 1993/94                      | I. A třída Jihomoravské župy – sk. A         | 6      | 26 | 9   | 5   | 12  | 33  | 43  | −10 | 32 | 10.    |
| 1994/95                      | I. A třída Jihomoravské župy – sk. A         | 6      | 26 | 15  | 3   | 8   | 55  | 36  | +19 | 48 | 3.     |
| 1995/96                      | I. A třída Jihomoravské župy – sk. A         | 6      | 26 | 12  | 2   | 12  | 46  | 44  | +2  | 38 | 6.     |
| 1996/97                      | I. A třída Jihomoravské župy – sk. A         | 6      | 26 | 19  | 4   | 3   | 78  | 22  | +52 | 61 | 1.     |
| 1997/98                      | Jihomoravský župní přebor                    | 5      | 30 | 10  | 9   | 11  | 49  | 48  | +1  | 39 | 11.    |
| 1998/99                      | Jihomoravský župní přebor                    | 5      | 30 | 10  | 5   | 15  | 46  | 55  | −9  | 35 | 12.    |
| 1999/00                      | Jihomoravský župní přebor                    | 5      | 30 | 10  | 4   | 16  | 40  | 60  | −20 | 34 | 13.    |
| 2000/01                      | Jihomoravský župní přebor                    | 5      | 30 | 5   | 8   | 17  | 44  | 77  | −33 | 23 | 15.    |
| 2001/02                      | I. A třída Jihomoravské župy – sk. B         | 6      | 26 | 5   | 1   | 20  | 17  | 70  | −57 | 16 | 14.    |
| 2002/03                      | I. B třída Jihomoravského kraje – sk. B      | 7      | 26 | 4   | 5   | 17  | 24  | 68  | −44 | 17 | 14.    |
| 2003/04                      | Okresní přebor Břeclavska                    | 8      | 26 | 7   | 8   | 11  | 28  | 37  | −9  | 29 | 12.    |
| 2004/05                      | Okresní přebor Břeclavska                    | 8      | 26 | 12  | 4   | 10  | 44  | 47  | −3  | 40 | 6.     |
| 2005/06                      | Okresní přebor Břeclavska                    | 8      | 26 | 8   | 7   | 11  | 42  | 50  | −8  | 31 | 10.    |
| 2006/07                      | Okresní přebor Břeclavska                    | 8      | 26 | 10  | 6   | 10  | 41  | 36  | +5  | 36 | 6.     |
| 2007/08                      | Okresní přebor Břeclavska                    | 8      | 26 | 13  | 8   | 5   | 57  | 37  | +20 | 47 | 4.     |
| 2008/09                      | Okresní přebor Břeclavska                    | 8      | 26 | 15  | 6   | 5   | 56  | 31  | +25 | 51 | 3.     |
| 2009/10                      | Okresní přebor Břeclavska                    | 8      | 26 | 18  | 3   | 5   | 54  | 30  | +24 | 57 | 1.     |
| 2010/11                      | I. B třída Jihomoravského kraje – sk. C      | 7      | 26 | 8   | 10  | 8   | 39  | 40  | −1  | 34 | 10.    |
| 2011/12                      | I. B třída Jihomoravského kraje – sk. C      | 7      | 26 | 9   | 7   | 10  | 42  | 53  | −11 | 34 | 7.     |
| 2012/13                      | I. B třída Jihomoravského kraje – sk. C      | 7      | 26 | 5   | 3   | 18  | 36  | 81  | −45 | 18 | 13.    |
| 2013/14                      | Okresní přebor Břeclavska                    | 8      | 24 | 7   | 2   | 15  | 36  | 71  | −35 | 23 | 13.    |
| 2014/15                      | Okresní přebor Břeclavska                    | 8      | 26 | 10  | 5   | 11  | 41  | 42  | −1  | 35 | 9.     |
| 2015/16                      | Okresní přebor Břeclavska                    | 8      | 26 | 12  | 5   | 9   | 48  | 41  | +7  | 41 | 4.     |
| 2016/17                      | Okresní přebor Břeclavska                    | 8      | 26 | 8   | 8   | 10  | 51  | 47  | +4  | 32 | 7.     |
| 2017/18                      | Okresní přebor Břeclavska                    | 8      | 26 | 7   | 4   | 15  | 32  | 53  | −21 | 25 | 12.    |
| 2018/19                      | Okresní přebor Břeclavska                    | 8      | 24 | 9   | 4   | 11  | 47  | 53  | −6  | 31 | 7.     |
| 2019/20                      | Okresní přebor Břeclavska                    | 8      | 14 | 2   | 5   | 7   | 15  | 22  | −7  | 11 | 11.    |
| 2020/21                      | Okresní přebor Břeclavska                    | 8      | 10 | 2   | 1   | 7   | 15  | 23  | −8  | 7  | 12.    |
| 2021/22                      | Okresní přebor Břeclavska                    | 8      | 24 | 10  | 2   | 12  | 45  | 46  | −1  | 32 | 9.     |
| 2022/23                      | Okresní přebor Břeclavska                    | 8      | 24 | 10  | 7   | 7   | 58  | 28  | +30 | 37 | 6.     |
| 2023/24                      | Okresní přebor Břeclavska                    | 8      | 26 | 15  | 4   | 7   | 72  | 31  | +41 | 49 | 3.     |
| 2024/25                      | Okresní přebor Břeclavska                    | 8      | 22 | 16  | 4   | 2   | 70  | 27  | +43 | 52 | 1.     |

Poznámky:
- 2019/20: Sezona nedohrána kvůli pandemii covidu-19.
- 2020/21: Sezona nedohrána kvůli pandemii covidu-19.

## FC Hustopeče „B“
FC Hustopeče „B“ je rezervním týmem Hustopečí, který se pohybuje v okresních soutěžích. Od sezony 2017/18 vystupuje jako Hustopeče „B“/Horní Bojanovice.

### Umístění v jednotlivých sezonách
Stručný přehled
Zdroj:
- 2016–2018: Základní třída Břeclavska – sk. C
- 2018– : Základní třída Břeclavska – sk. B

Jednotlivé ročníky
Zdroj:
Legenda: Z – zápasy, V – výhry, R – remízy, P – porážky, VG – vstřelené góly, OG – obdržené góly, +/− – rozdíl skóre, B – body, červené podbarvení – sestup, zelené podbarvení – postup, fialové podbarvení – reorganizace, změna skupiny či soutěže
| Česko (2016 – ) |                                   |        |    |    |   |    |    |    |     |    |        |
| Sezóny          | Liga                              | Úroveň | Z  | V  | R | P  | VG | OG | +/− | B  | Pozice |
| 2016/17         | Základní třída Břeclavska – sk. C | 10     | 18 | 11 | 3 | 4  | 57 | 22 | +35 | 36 | 4.     |
| 2017/18         | Základní třída Břeclavska – sk. C | 10     | 16 | 4  | 3 | 9  | 29 | 42 | −13 | 15 | 7.     |
| 2018/19         | Základní třída Břeclavska – sk. B | 10     | 22 | 6  | 8 | 8  | 36 | 58 | −22 | 26 | 10.    |
| 2019/20         | Základní třída Břeclavska – sk. B | 10     | 11 | 7  | 1 | 3  | 28 | 20 | +8  | 22 | 4.     |
| 2020/21         | Základní třída Břeclavska – sk. B | 10     | 9  | 3  | 2 | 4  | 26 | 19 | +7  | 11 | 6.     |
| 2021/22         | Základní třída Břeclavska – sk. B | 10     | 20 | 7  | 3 | 10 | 42 | 35 | +7  | 24 | 9.     |

Poznámky:
- 2019/20: Sezona nedohrána kvůli pandemii covidu-19.
- 2020/21: Sezona nedohrána kvůli pandemii covidu-19.